# Berezsani
Berezsani (ukrán betűkkel: Бережани), régi magyar nevén Brezán, lengyel nevén Brzeżany város Ukrajna Ternopili területén, a Berezsani járás székhelye. A város a Zolota Lipa folyó mentén, Lvivtől 100 km-re keletre, a területi székhelytől, Ternopiltől mintegy 50 km-re nyugatra fekszik. Átlagos tengerszint feletti magassága 400 m, lakossága 2001-ben 18 872 fő volt. Ipara nem jelentős, egy téglagyár, bútorüzem és üveggyár végez komolyabb ipari tevékenységet a városban.

## Története
A település első írásos említése 1374-ből származik, amikor a területet Vaszko Teptukovics bojárnak adományozták. Röviddel ezután, 1375-ben a város a Lengyel Királyság fennhatósága alá került, a Ruszin vajdasághoz tartozó település pedig Sieniawski-család tulajdona lett, és mintegy 200 évig hozzájuk tartozott. Mikołaj Sieniawski hetman, bełzi és ruszin vajda ezt a települést tette meg székhelynek. I. Zsigmond király 1530. március 19-én kelt adománylevelében a települést már Brzeżany városaként említi és biztosította számára a magdeburgi jogokat, valamint évi két vásár tartására kapott jogot. A város ezt követően, egészen 1945-ig a Brzeżany nevet viselte.
A város a keletről Lwówba (a mai Lviv) vezető fő kereskedelmi út mentén feküdt, ezért a 16. századtól gyorsan fejlődött. A városba sokan települtek be a tatárok alól Mikołaj Sieniatowski által felszabadított Lwówból, később pedig Lengyelország más részéről is érkeztek telepesek, többek között ruszinok és örmények is. Ebben az időben indult meg a zsidók betelepülése is a városba.
1534-ben Mikołaj Sieniatowski egy erődítmény építésébe kezdett a Zolota Lipa egyik kimagasló szigetén. Az építkezés 1554-ben fejeződött be, a vár a környék legerősebb erődítménye lett. A vár körül ebben az időben egy templom és kolostor is felépült a ciszterciek számára. Később, a 17. század elején Mikołaj Sieniatowski unokája magát a várost is megerősítette, fallal vetette körül. A város és az erődítmény hosszú ideig sikeresen ellenállt a sorozatos tatár és kozák támadásoknak. 1648-ban, a Hmelnickij-féle felkelés idején a várost és a várat elfoglalták a kozákok. 1655-ben a svédek foglalták el a várost. Később Mikołaj Hieronim Sieniawski újjáépíttette a várat és a városi erődítéseket, melyek sikeresen ellenálltak az 1667-es és 1672-es kozák támadásoknak. 1675-ben a török fosztották ki a várost.
A jól erődített város viszonylagos biztonsága miatt a lakosság folyamatosan nőtt. A 17. század végére a lélekszáma elérte a 8 ezret. A Sieniatowskiak férfiágának kihalása, Adam Mikołaj Sieniatowski halála után Maria Zofia Sieniatowskával kötött házassága révén a város August Aleksander Czartoryski tulajdonába került. Czartoryski a város közelében egy nagy mesterséges tavat létesített. A Czartoryskiaktól a 18. században a Potockiakhoz került a város.
Lengyelország első felosztásakor a város Ausztriához került, a Galíciai és Ladoméria Királysághoz tartozott. 1867-től az Osztrák–Magyar Monarchia része volt. A város dinamikus fejlődésnek indult. 1805-ben elemi iskolát, 1894-ben pedig vasútvonalat létesítettek Brzezany és Tarnopol (a mai Ternopil) között. 1900-ban a városban 4600 lengyel, 3100 ukrán és 5300 zsidó élt. A 19. század végére a város kereskedelmi fontossága csökkent. Az idők folyamán vár és a kastély is hanyatlásnak indult, mert a birtokosai, a Czartoryskiek, majd később a Lubomirskiek a környéken több jelentős várral és kastéllyal rendelkeztek.

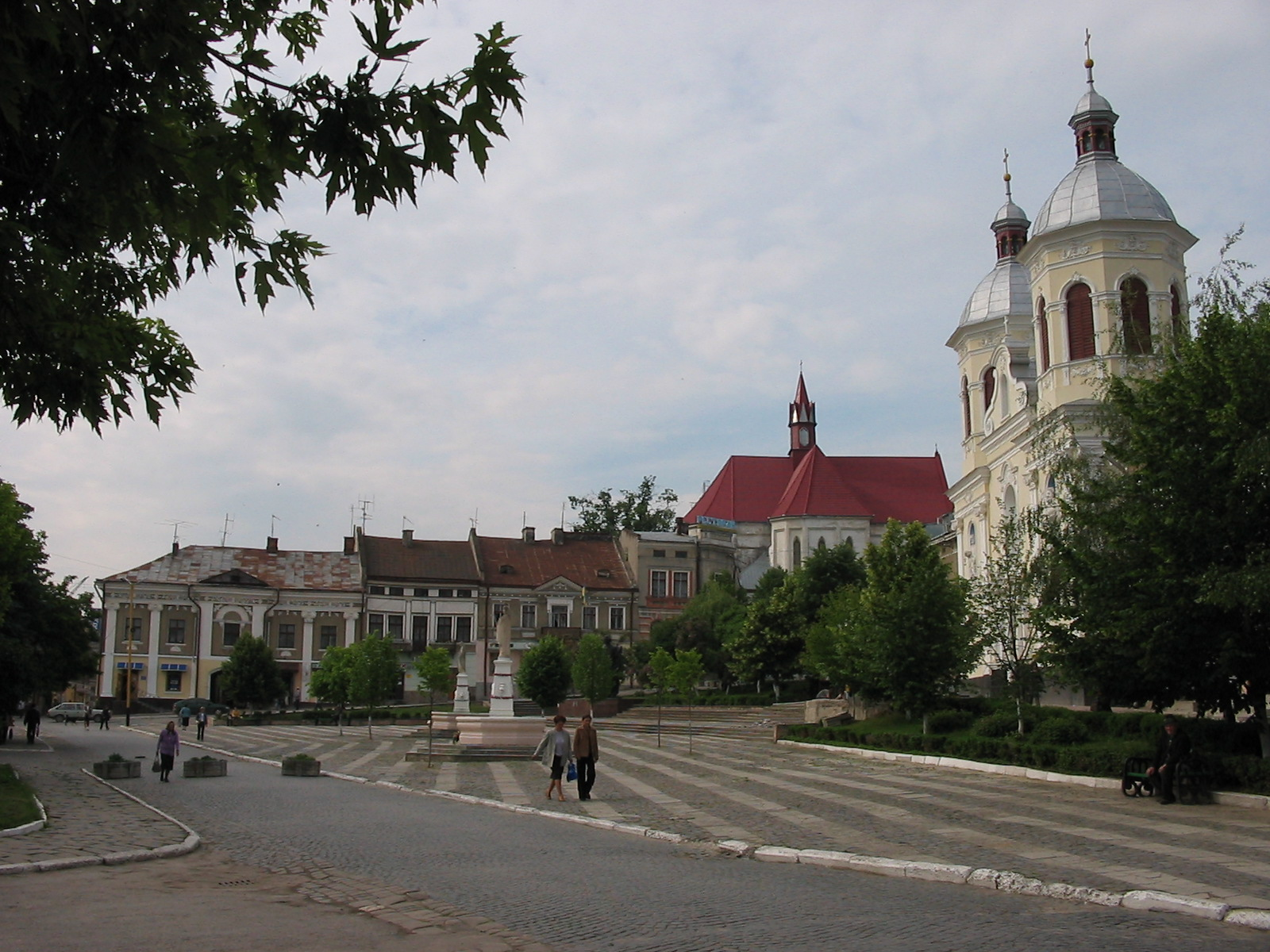
A piactér

Az első világháború kitörése után a várost rövid időre a cári orosz csapatok foglalták el, de hamar visszafoglalták a monarchia csapatai. Ezt követően a brzeżany várban osztrák–magyar csapatok állomásoztak. Az első világháború után a város a rövid életű Nyugat-Ukrán Népköztársaság fennhatósága alá került, de a háborút lezáró békeszerződés értelmében a területet Lengyelország kapta, és lengyel–ukrán háborút követően meg is szilárdította fennhatóságát a területen. A lengyel-szovjet (lengyel–bolsevik) háború alatt a várost ideiglenesen, rövid időre sikerült elfoglalnia a Vörös Hadseregnek. A varsói csatát követő sikeres lengyel offenzíva után a város visszakerült Lengyelországhoz. A harcok idején a várkastély értékes szobrait és festményeit Krakkóba menekítették, amelyek soha többé nem tértek vissza Brzeżanyba. 1920–1939 a város járási székhely volt, és a Tarnopoli vajdasághoz tartozott.
A lengyelországi hadjárat után a város német megszállás alá került, de a Molotov–Ribbentrop-paktum titkos záradéka értelmében a várost átadták a Szovjetuniónak. A szovjet megszállás két éve alatt sok helybélit, főként lengyeleket küldtek Gulag-táborba, a városban pedig az NKVD börtönt is működtetett. 1941-ben, a német–szovjet szövetség felbomlása, majd a német–szovjet háború kitörését követően Brzeżany német ellenőrzés alá került, a Főkormányzóság Galíciai kerületéhez tartozott. 1942-től a város térségében a főként a lengyel Honi Hadsereg kötelékébe tartozó ellenállók intenzív partizán-tevékenységet fejtettek ki. Az Ukrán Felkelő Hadsereg (UPA) eközben, 1943–1945 között mintegy ezer lengyelt gyilkolt meg a városban és a környező falvakban.
1944-ben a várost a Vihar hadművelet keretében szabadította fel a Honi Hadsereg a német megszállás alól, de rövidesen a szovjet Vörös Hadsereg szállta meg. 1945-ben a Szovjetunió Lengyelország keleti területeivel együtt a várost is annektálta, és az Ukrán SZSZK-hoz csatolta. A lengyel lakosságot 1946-ban kitelepítették Lengyelországba. A város neve 1945-ben Berezsani lett. A Szovjetunió 1991-es felbomlása után a független Ukrajna része lett.

## Nevezetességek

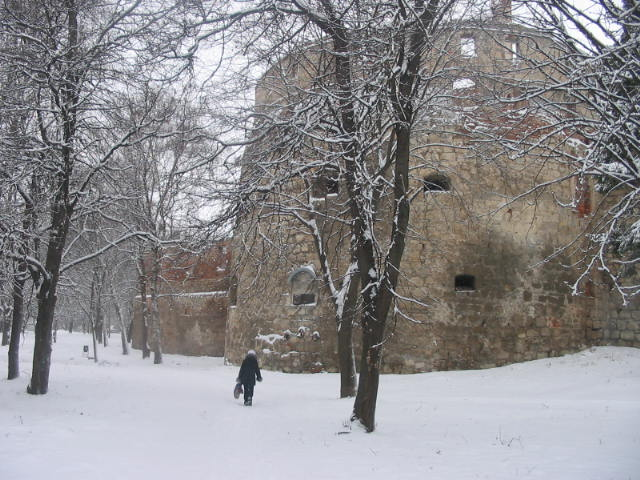
A vár romjai

### Berezsani vár
Az ötszög alaprajzú vár 1534–1554 között épült fel reneszánsz stílusban. A vár a védelmi funkciók mellett lakóhelyként is szolgált. A 16. és a 17. század során többször átépítették, modernizálták.
1703. május 12-én II. Rákóczi Ferenc és Bercsényi Miklós itt adta ki az országlakosokat hadba hívó breznai kiáltványt. Esze Tamás tarpai jobbágy, a felkelő parasztok vezetője és a két főnemes személyesen találkozott a várban, és ezután került sor „A keresztyén világ minden fejedelmeinek és respublikáinak…” kezdetű pátens kiadására.
Funkcióit első tulajdonosaik, a Sieniawskiak idején használták ki teljesen. Később a jelentősége folyamatosan csökkent mint lakóhely és mint katonai erődítmény is. Az első világháború harcai tovább erősítették a vár állagának romlását. Állagmegóvási és felújítási munkálatokat nem végeztek rajta. 1999-től ugyan műemléki besorolást kapott a vár, de változatlanul rossz állapotban van.

### Örmény templom
1764-ben építették egy korábbi fatemplom helyén, barokk–rokokó stílusban. Egy 1810-es tűzvész során a külső részei súlyosan megsérültek, de a következő 50 évben helyreállították.

### Ciszterci kolostor

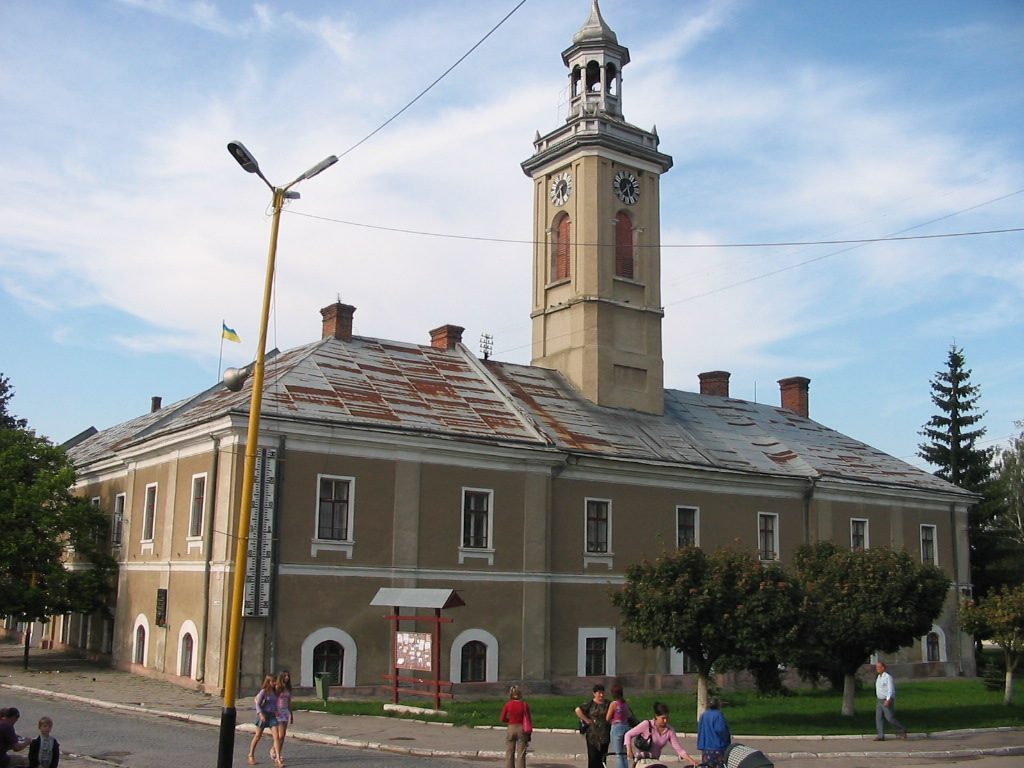
A régi városháza

Építsét 1az 1630-as években kezdték el, és az 1680-as években fejezték be. Központi épülete az 1691-ben elkészült faszerkezetű Szent Miklós-templom volt. 1742-től kőfallal vették körül a kolostort, ekkor erődítmény jelleget kapott az építmény, szervesen illeszkedett a várost védő erődítmény rendszerébe. A kolostor napjainkban nagyon rossz állapotban van.

### Szentháromság-templom
A görögkatolikus templom a város központjába helyezkedik el, homlokzata a piactérre nyílik. A 17. század első felében építették. Több alkalommal átépítették. Az utolsó átépítésre 1893–1903 között került sor, amikor a templom elnyerte mai formáját.

### Városháza
A térségre jellemző stílusú városházát 1811-ben építették egy faépület helyén. Kora klasszicista stílusban épült. A kétszintes épület földszintjén üzletek, az emeleten 1914-ig gimnázium működött. A városháza tornya kétszintes, az épület belső udvarral rendelkezik.

## Híres emberek
A városban született:
- Vaszil Ivancsuk sakkozó,
- Edward Kofler matematikus,

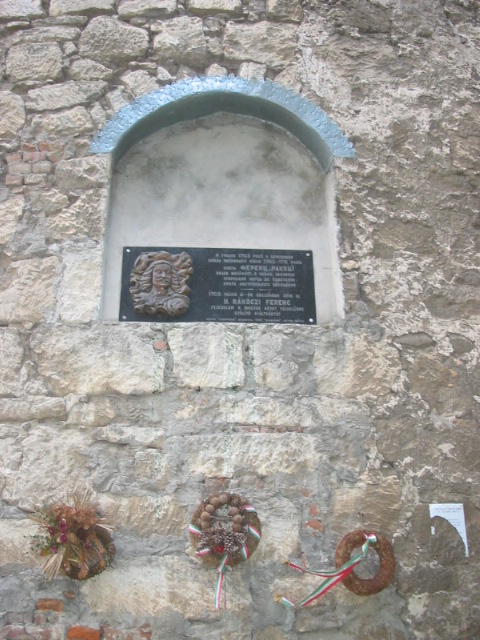
II. Rákóczi Ferenc emléktáblája a brezáni vár falán

- Samuel Hirsh Marguiles firenzei rabbi,
- Joseph Saul Nathanson rabbi,
- Edward Rydz-Śmigły marsall, a lengyel hadsereg főparancsnoka 1939-ben,
- Isaac Streisand, Barbra Streisand apai nagyapja.

Ott tanult:
- Markijan Saskevics ukrán költő.

Ide menekült:
- felsővadászi II. Rákóczi Ferenc erdélyi fejedelem 1701-ben a bécsújhelyi börtönből
- székesi gróf Bercsényi Miklós, később kuruc főgenerális

## Testvárvárosok
- Kluczbork (Lengyelország)
- Wethersfield (Amerikai Egyesült Államok)